# Hercostomus duviardi
Hercostomus duviardi är en tvåvingeart som beskrevs av Couturier 1978. Hercostomus duviardi ingår i släktet Hercostomus och familjen styltflugor.
Artens utbredningsområde är Elfenbenskusten. Inga underarter finns listade i Catalogue of Life.